# NGC 2477
NGC 2477 (другие обозначения — OCL 720, ESO 311-SC17) — рассеянное скопление в созвездии Корма.
Этот объект входит в число перечисленных в оригинальной редакции «Нового общего каталога».
В скоплении имеются семь кандидатов в белые карлики, их средний возраст составляет приблизительно 1,035 миллиард лет, что хорошо согласуется с возрастом поворота главной последовательности в скоплении.